# 前田治一郎
前田 治一郎（まえだ じいちろう、1911年（明治44年）2月19日 - 1996年（平成8年）12月1日）は、日本の政治家、実業家。衆議院議員（2期）を務めた。

## 概要
兵庫県出身。1954年に実業信用組合（1984年に大阪信用組合に吸収合併）の創立に関わり全国信組連理事を務める。その傍ら大阪府議議にも当選し1963年に府会議長となる。1972年の第33回衆議院議員総選挙で旧大阪2区に自由民主党から出馬し、初当選。以後連続2期務める。1979年落選により政界を引退。
娘婿は衆議院議員の前田正。